# Сто шагов
«Сто шагов» (итал. «I cento passi»), (англ. «One Hundred Steps») — итальянский фильм, выпущенный в 2000 году. Режиссёр Марко Туллио Джордана рассказывает о жизни Пеппино Импастато, левого политического активиста, который выступал против мафии на Сицилии. История происходит в небольшом городке Чинизи в провинции Палермо, родном городе семьи Импастато. Сто шагов было количество шагов, которое требуется, чтобы добраться от дома Импастато до дома босса мафии Тано Бадаламенти.

## Сюжет
Фильм начинается с Пеппино, когда он, будучи маленьким ребёнком поёт популярную песню «Nel blu, dipinto di blu» со своим братом на заднем сиденье автомобиля по пути к семейной встрече. Семья имеет хорошую репутацию в социальном сообществе, и они празднуют тот факт, что у них такая хорошая жизнь. В этой сцене устанавливаются отношения между Пеппино и его дядей Чезаре. Его дядя - босс мафии в маленьком городке Чинизи, где разворачивается история. В сцене вскоре после счастливой встречи семьи мы видим, как Дон Чезаре оказывается подорванным бомбой в автомобиле, которая была подложена конкурирующим боссом мафии. На этом невинное детство Пеппино заканчивается. Уже будучи маленьким ребёнком он втягивается в реалии жизни мафии.
После похорон дяди он отправляется к местному художнику Стефано Венути, который является известным членом коммунистической партии Сицилии, чтобы нарисовать картину Чезаре. Стефано отказывается рисовать его, не объясняя причины. Выясняется, что он не ладил с Чезаре, когда тот был жив из-за значительной разницы в политических взглядах. Однако он не мог ответить этому грустному упрямому мальчику, почему он не может нарисовать его. Заканчивается все тем, что Стефано берёт Пеппино под свое крыло и вкладывает свою упорную энергию в помощь Коммунистической партии Сицилии. Затем история обрывается и начинается с момента, когда Пеппино уже молодой человек в возрасте 20 лет, протестующий со своими товарищами по Коммунистической партии против экспроприации правительством земли, которая принадлежала местным фермерам, для строительства аэропорта. Все они попадают в местную тюрьму, откуда Пеппино вызволяет отец.
После этого инцидента Пеппино приносит Стефано статью, которую он написал для местной пропагандистской газеты под названием «La Mafia è una montagna di merda» или «Мафия- это куча дерьма». Эту статью Стефано находит слишком экстремальной и очень опасной для публикации. Здесь и происходит разрыв между Пеппино и Стефано. Ненависть к мафии и желание разоблачить коррупцию в городе растут в Пеппино с каждым часом всё больше и больше. Данная статья создает большие неприятности Пеппино и его отцу, из-за чего происходит разлад в семье.
Следующим шагом Пеппино для разоблачения мафии стало создание с друзьями радиостанции под названием «radio Aut», которая осудила мафию и рассказала об участии Дона Тано в торговле наркотиками. Отец Пеппино пытается оказать на него давление, чтобы остановить сына. Но это не помогает, Пеппино выгоняют из дома. Однако его мать всё ещё присматривает за ним. Она приносит ему книги и скрывает его от отца. Тем временем Луиджи, глава семейства, не может справиться с ситуацией, которую Пеппино создал дома, поэтому он отправляется навестить своих родственников в Америке. Те говорят ему, что могут найти работу для Пеппино на радио в Америке, если тот захочет.
Вскоре после того, как Луиджи возвращается из Америки, он разговаривает с Пеппино, а затем попадает под машину на пути домой из своего ресторана. Пеппино не признает мафиозных друзей своего отца на его похоронах. Это не было неожиданностью, однако такой шаг был неосторожным и опасным. К этому моменту Пеппино начинает сомневаться в заинтересованности людей в оказании сопротивления мафии. Он чувствует себя одиноким в этом деле. Поэтому он решает баллотироваться на местных выборах от имени маленькой левой партии, при этом продолжая свои разгромные речи на радио.
Мафия в конце концов устает от Пеппино и решает, что без него жизнь будет легче. У них есть люди, которые преследуют его на машине, и однажды ночью, когда Пеппино останавливается на железнодорожном переезде, они вытаскивают его из машины, избивают до тех пор, пока он не может больше двигаться, привязывают его к железнодорожным путям с помощью тротила и подрывают его. Друзья Пеппино понимают, что что-то произошло и начинают искать Пеппино. До утра их поиски остаются безрезультатными, пока полиция не находит место убийства Пеппино. Видя кровь на земле, друзья Пеппино энергично заявляют о том, что дело должно рассматриваться в формате убийства, но коррумпируемая полиция решает оформить дело как самоубийство. На похоронах Пеппино проходит огромная демонстрация поддержки его работы в борьбе с мафией, которой Пеппино посвятил 10 лет своей жизни.

## Главные герои
Пеппино Импастато был убит 9 мая 1978 года. Первоначально дело рассматривалось как самоубийство, и никто не был осужден за его убийство до 1997 года. Но позже дело было возобновлено, и Гаэтано Бадаламенти был осужден и приговорен к пожизненному заключению за убийство Пеппино Импастато.
Джузеппе «Пеппино» Импастато, в исполнении Луиджи Ло Кашио, является молодым активистом, на чьей истории и основан этот фильм. В молодом возрасте он вынужден был столкнуться с суровой реальностью мафии, когда его дядя был взорван бомбой автомобиля. Он становится очень активным членом Коммунистической партии Сицилии. Пеппино создает радиостанцию, радио Aut, чтобы открыто говорить о грязной работе мафии и открыто идентифицировать босса мафии. В своей работе он не пренебрегал свободой слова для сплочения молодежи Сицилии.
Луиджи Импастато-играет Луиджи Мария Бурруано, отца Пеппино, который работает на местного босса мафии, являющегося центром всей местной торговли наркотиками. Он и Пеппино ссорятся, и Луиджи сдется под напором мафиозного босса. Который хочет, чтобы Пеппино прекратил свою активную деятельность, направленную против него. После Луиджи надолго прекращает общение с семьей и Пеппино, но в конце концов между отцом и сыном состоялся последний разговор в закусочной. Входе которого Пеппино предложил отцу довезти его до дома, потому что эмоциональное состояние героя оставляло желать лучшего. Но Луиджи отказывается и в результате попадает под машину и умирает. Был ли это несчастный случай или запланированное убийство- это остается загадкой для зрителя.
Фелиция Импастато — играет Люсия Сардо, является матерью Пеппино. Она была связующим звеном между отцом и сыном, не разговаривающими друг с другом. Когда Пеппино переехал из дома из-за разногласий между ним и его отцом, именно его мать, поддерживала Пеппино и помогала ему получить пищу, книги и другие подобные вещи. В конце концов, она остается со всей болью и печалью после потери мужа и старшего сына.
Джованни Импастато — играет Паоло Бригулья, является младшим братом Пеппино. Он не идет по стопам своего брата, хотя на протяжении практически всего фильма сохраняет с ним дружеские отношения. Джованни остается со своей матерью и помогает ей справиться со всей драмой, которая происходит между отцом, сыном и местной мафией.
Чезаре Манцелла-в исполнении Пиппо Монтальбано, он был любимым дядей Пеппино и боссом мафии, который в самом начале фильма подрывается на бомбе, заложенной его соперником в автомобиле.
«Гаэтано» Тано Бадаламенти-в исполнении Тони Сперандео, является местным боссом мафии, которого Пеппино преследует по радио. В конце концов, Тано устает от постоянных нападок со стороны Пеппино, что решает от него избавиться.
Стефано Венути-играет Андреа Тидона, это художник, левый активист, к которому Пеппино идет, буду ещё очень молодым, чтобы он нарисовать картину своего дяди Чезаре, который был убит. Стефано отказывается, потому что он не ладил с Чезаре, ведь Стефано был коммунистом, а Чезаре из мафии. Стефано помогает Пеппино осознать и направить всю свою боль и гнев против коррупции и мафии на Сицилии. Коммунистическая партия помогла Пеппино начать свою политическую и очень опасную карьеру.

## Критика
«Этот фильм принадлежит к фильмам о мафии. Но также фильм рассказывает нам о энергии, о желании создать, о воображении и счастье группы молодых людей, осмелившихся посмотреть в небо и бросить вызов миру иллюзий с целью изменить его. Это фильм о семейных конфликтах, любви и разочаровании, о стыде за принадлежность к одной крови. Это фильм о том, что удалось сделать хорошим парням в 1968 году, об их утопических мечтах и их храбрости. Несмотря на то, что Сицилия на сегодняшний день изменилась, никто не сможет притвориться, что мафия перестала существовать, поэтому очень нужны такие люди, как Пеппино с их фантазией, болью¸ неумолимым оптимизмом и желанием отстоять свою свободу.»
Пеппино Импастато был убит в 1978 году, в тот же день, когда был убит Моро. В связи с национальной трагедией история Пеппино отходит на задний план и остается забытой на многие годы, вплоть до выхода фильма.
Кинокритик отметил в этом фильме Марко Туллио Джордана последнюю сцену, где коммунисты приветствуют друг друга и где развеваются красные флаги: « …может на первый взгляд показаться, что фильм носит пропагандистскую окраску. Но на самом деле этот фильм о гражданской активности. Этот фильм берет на себя задачу напомнить нам, что борьба-это сложный процесс, особенно борьба, ведущаяся с мафией.»

Но что единогласно было услышано от всех так это то, что в этом фильме хорошо улавливаются нотки гражданского долга, как, впрочем, и в другим фильмах Джордано.
«Возможно в фильме слишком контрастно показаны персонажи второго плана, однако, когда внимательно следишь за главным героем, за его отношениями в семье и столкновениями с мафией, то повествование становится более агрессивным, энергичным и напряженным…» (Жан Луиджи Ронди)
Также приписывают успех фильма прекрасно подобранной команде актёров, среди которых отчетливо выделился Луиджи Ло Кашо, получивший за свою первую работу награду Давид ди Донателло.
Также и для режиссёра Марко Туллио Джордано этот фильм сыграл важную роль, поскольку позволил ему переосмыслить жизнь в «темные года» страны, продолжить эксперименты с историческими и вымышленными персонажами по проложенной другими режиссёрами дороге (Франческо Рози, Элио Петри и Этторе Скола)
Типичным для его фильмов является музыкальное сопровождение или же отсылка к событиям, отображающих историческое время (как похищение и убийство Альдо Моро в данном случае), благодаря которым мы можем погрузиться в атмосферу тех лет и полностью её прочувствовать. Хотя некоторые зрители отметили технические ляпы в кинокартине.

Некоторые кинокритики говорят о характерном почерке режиссёра, но это не означает:
«Вы знаете, что фильм был встречен положительными отзывами прессы. Но Джордано, как и в Руках города Франческо Роси, изобилующего от старинных песен, справедливо сегодня избегает риторического значения семьи. Отец, который не понимает и не никогда не пойдет бунт в душе у сына, но в поисках выхода летит в Америку; мать, которая в тайне от отца поддерживает отношения с сыном; и „дяди“ мафиози, в детстве держащие его ребёнком на коленях, а сейчас угрожающие герою убийством. Поэтому смерть Пеппино не стала новостью. Кто знает, станет ли этот фильм легендой или нет.»

## Награды
В 2001 году был номинирован от Италии за лучший фильм на иностранном языке на премию «Оскар»,  в том же году был номинирован на «Золотой глобус» в номинации «Лучший фильм на иностранном языке».
1. На Венецианском кинофестивале 2000 года одержал победу сразу в нескольких номинациях: Премия Пазинетти, Премия CinemAvvenire «Лучший фильм», Лучший сценарий [источник не указан 1408 дней].
2. Премия Давида Донателло в 2001 году в номинациях: Лучший актёр, Лучший актёр второго плана, Лучший художник по костюмам, Лучший сценарий
3. Сан Паоло кинофестиваль 2000 года подарил ему приз зрительских симпатий- Лучшая особенность
4. В 2001 году кинофестиваль в Брюсселе: Золотой Ирис-лучшая европейская особенность, Серебряный Ирис-лучший сценарий.

## Музыкальное сопровождение
Официальный саундтрек фильма состоит из песен «The House of The Rising Sun» группы Animals, «A Whiter Shade of Pale» Прокла Хэрума и «Summertime» Джорджа Гершвина, в исполнении Джаниз Джофлин. Последняя песня играет в момент, когда Пеппино выходит из своей белоснежной машины за несколько минут до нападения. Далее представлены 13 песен, сопровождающих фильм:
- Giovanni Sollima — Aria di Aquilarco
- Giovanni Sollima — Lamentu
- Arvo Pärt — Silouan’s Song
- John Williams — Aeolian Suite for Guitar and Small Orchestra
- Gustav Mahler — Sinfonia n°2 in do minore
- Quintette du Hot Club de France — Minor Swing
- Domenico Modugno — Nel blu dipinto di blu
- Sweet — Ballroom Blitz
- The Animals — The House of the Rising Sun
- Leonard Cohen — Suzanne
- India/Traditional — Morning Praise
- Big Brother and the Holding Company — Summertime
- Procol Harum — A Whiter Shade of Pale

## Цитаты
Вдохновленные Пеппино Импастато и посвященные ему песни под названием «I cento passi di Modena City Ramblers» были включены в альбомы «¡Viva la vida, muera la muerte!» и «Centopassi» в 2004 году в исполнении Пиппо Поллины. Название фильма подарило имя винодельне «Centopassi», основанной в провинции Палермо и созданной из двух кооперативов под названием «Свободная земля», которые управляются боссом сицилийской мафии Коза Ностра.